# مسرح العصور الوسطى

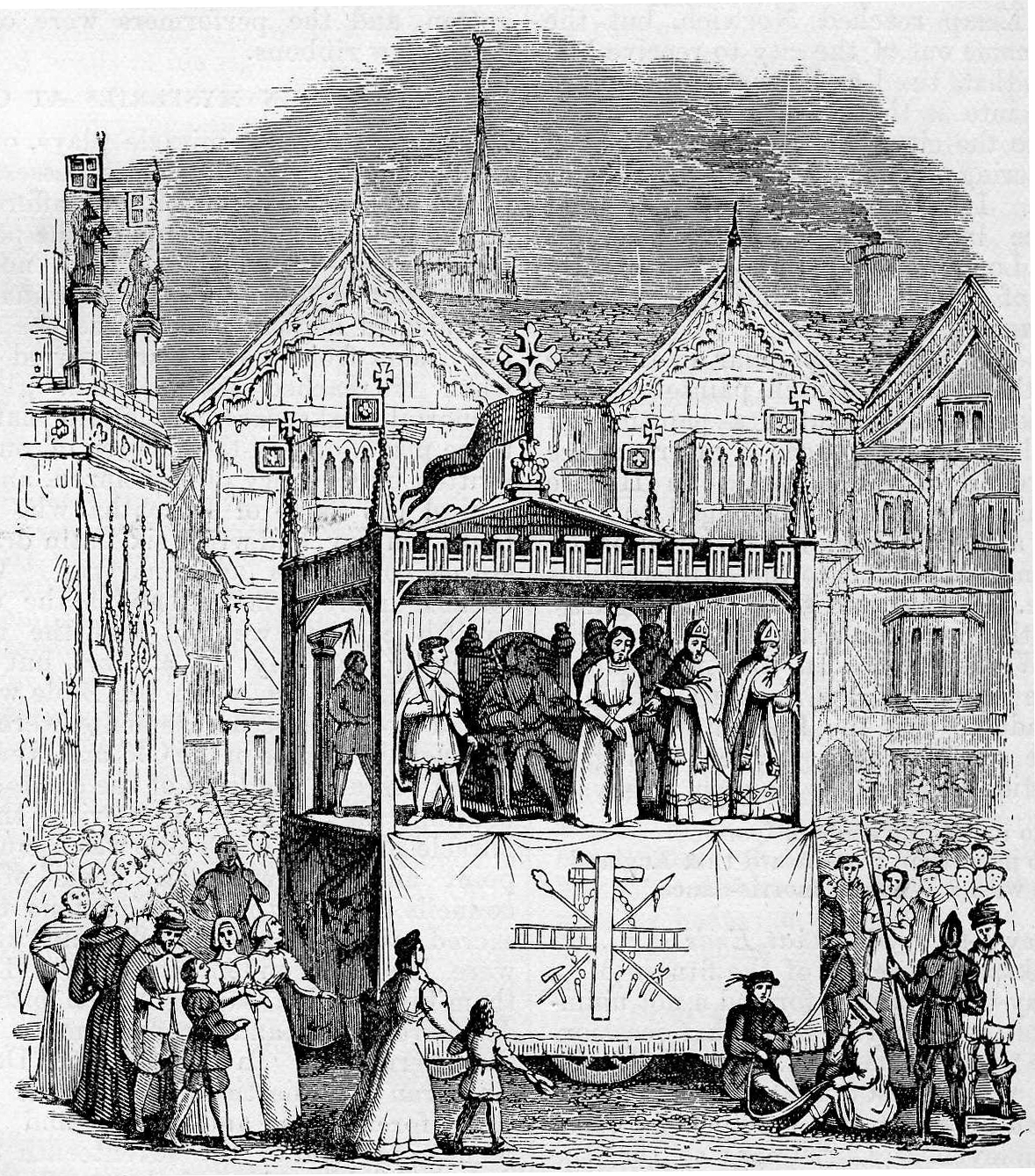
صورة تبين كيف كان المسرح في العصور الوسطى

يشمل مسرح العصور الوسطى الأداء المسرحي في الفترة الممتدة بين سقوط الإمبراطورية الرومانية الغربية في القرن الخامس وبداية النهضة في القرن الخامس عشر تقريبًا. تُعد فئة «مسارح العصور الوسطى» فئة شاسعة، تغطي الأداء الدرامي في أوروبا لأكثر من ألف سنة. يجب الأخذ بعين الاعتبار الطيف الواسع من الأنواع، بما في ذلك مسرحيات الأسرار والمسرحيات الأخلاقية والمهزلة والماسك، وكانت الموضوعات فيها دينية بشكل شبه دائم. تشمل الأمثلة الأكثر شهرة سلسلة الدراما الإنجليزية، ومسرحيات الأسرار في يورك ومسرحيات الأسرار في تشيستر ومسرحيات الأسرار في ويكفيلد ومسرحيات إن- تاون بالإضافة إلى مسرحيات العبرة الأخلاقية مثل إيفريمان. تُعد مسرحية استراحة الطالب والفتاة (نحو 1800) من أوائل المسرحيات غير الدينية التي صمدت باللغة الإنجليزية.
يوجد عدد قليل من المصادر التي صمدت من فترات القرون الوسطى المبكرة والعالية، نتيجة عدم صمود السجلات والنصوص حتى اليوم، وأيضًا بسبب انخفاض نسبة المعرفة بالقراءة والكتابة بين عامة الناس ومعارضة رجال الدين لهذه النصوص. في جميع الأحوال وفي وقت متأخر من الفترة، بدأت العروض تصبح أكثر علمانية، مما جعل عددًا أكبر من السجلات تصمد حتى اليوم.

## الصعوبة في إيجاد المصطلحات المناسبة
نظرًا لاختلاف المفاهيم المعاصرة حول المسرح اختلافًا جذريًا عن ثقافة الأداء في العالم قبل الحديث، فمن الصعب الحصول على المصطلحات المناسبة. أولًا، يُشير مصطلح «القرون الوسطى» إلى الفترة الزمنية بين (500- 1500) وهي مدة طويلة جدًا وسيكون فهمها من خلال أوصاف ومصطلحات قصيرة معقدًا للغاية.

## الانتقال من روما، 500- 900 بعد الميلاد
مع سقوط الإمبراطورية الرومانية الغربية في اضمحلال شديد خلال القرنين الرابع والخامس بعد الميلاد، تحول مقر السلطة الرومانية إلى القسطنطينية والإمبراطورية الرومانية الشرقية، التي سميت فيما بعد بالإمبراطورية البيزنطية. تُظهر السجلات الحالية مع وجود كم قليل من الأدلة الصامدة عن المسرح البيزنطي، أن التمثيل الصامت وفن الحركات الإيحائية والمشاهد أو التلاوات من المآسي والكوميديا والرقص وغيرها من وسائل الترفيه، كانت تحظى بشعبية كبيرة. وجد في القسطنطينية مسرحين استُخدما في وقت متأخر من القرن الخامس بعد الميلاد، وفي جميع الأحوال، فإن الأهمية الحقيقية للبيزنطيين في التاريخ المسرحي، كانت الحفاظ على العديد من النصوص اليونانية الكلاسيكية وتأليف موسوعة هائلة تسمى سودا اشتُقت منها كمية كبيرة من المعلومات المعاصرة عن المسرح اليوناني. أغلق الإمبراطور جستيان في القرن السادس المسارح بشكل دائم.
اعتبر الكثيرون أن المسارح هي تهديد شيطاني للمسيحية، خاصة وأن المتحولين الجدد واصلو الحضور. وصف آباء الكنيسة مثل تاتيان وتيرتوليان وأغسطين المسرح بأنه أداة للفساد، في حين اعتبر التمثيل خطيئة لأن تقليده للحياة كان يُعتبر سخرية من خلق الله. مُنع الممثلون الرومان من الاتصال بالنساء المسيحيات أو العبيد أو ارتداء الذهب، ونُبذوا بشكل رسمي من الكنيسة وحُرموا من الأسرار المقدسة بما في ذلك الزواج والدفن، وشُوهت سمعتهم في جميع أنحاء أوروبا. حُذر رجال الدين لعدة قرون بعد ذلك، بعدم السماح للممثلين المتجولين بأداء أعمالهم ضمن نطاق سلطتهم.